# Эль-Хаджира
Эль-Хаджира (араб. العالية‎) — город и коммуна в восточной части Алжира, в вилайете Уаргла. Административный центр округа Эль-Хаджира.

## Географическое положение

Коммуна Эль-Хаджира

Город находится на севере вилайета, на территории одного из оазисов северной Сахары, на расстоянии приблизительно 498 километров к юго-востоку от столицы страны Алжира. Абсолютная высота — 130 метров над уровнем моря.
Коммуна Эль-Хаджира граничит с коммунами Эль-Алия, Темасин, Блидет-Амор, Мнагер, Хасси-Месауд, Хасси-Бен-Абдаллах и Нгуса. Её площадь составляет 2459 км².

## Климат
Климат города характеризуется как аридный жаркий (BWh в классификации климатов Кёппена). Осадков в течение года выпадает крайне мало (среднегодовое количество — 54 мм). Средняя годовая температура составляет 21,8 °C. Средняя температура самого холодного месяца (января) составляет 10,3 °С, самого жаркого месяца (июля) — 33,9 °С.

## Население
По данным официальной переписи 2008 года численность населения коммуны составляла 14 965 человек. Доля мужского населения составляла 51,6 %, женского — соответственно 48,4 %. Уровень грамотности населения составлял 77,1 %. Уровень грамотности среди мужчин составлял 84,8 %, среди женщин — 69 %. 8,1 % жителей Эль-Хаджиры имели высшее образование, 17,5 % — среднее образование.

## Транспорт
Через город проходит региональная автодорога W33.